# Гутенек
Гутенек (њем. Guteneck) општина је у њемачкој савезној држави Баварска. Једно је од 33 општинска средишта округа Швандорф. Према процјени из 2010. у општини је живјело 899 становника. Посједује регионалну шифру (AGS) 9376133.

## Географски и демографски подаци
Гутенек се налази у савезној држави Баварска у округу Швандорф. Општина се налази на надморској висини од 390–603 метра. Површина општине износи 35,1 km². У самом мјесту је, према процјени из 2010. године, живјело 899 становника. Просјечна густина становништва износи 26 становника/km².